# Atsonupuri
Der konisch geformte Vulkan Atsonupuri (russisch Атсонупури, jap. 阿登佐岳, Atosanuburi) bildet die gleichnamige Halbinsel an der Südwestküste der Kurileninsel Iturup. Die Caldera mit einem Durchmesser von zwei Kilometern wird von einem Aschenkegel überragt, der eine Höhe von 1206 Metern erreicht. Strombolianische Eruptionen waren in der Geschichte des Vulkans vorherrschend und es wurden einige Lavaströme gebildet. Historische Aufzeichnungen belegen zwei Eruptionen im September 1812 sowie 1932.